# Bolesław Holecki
Bolesław Holecki (ur. 10 czerwca 1932 w Podlesiu, zm. 6 lutego 2017 w Katowicach) – polski nauczyciel, działacz szachowy i społeczny.

## Życiorys
W 1951 roku zdał maturę w katowickim Liceum Pedagogicznym. Po egzaminie rozpoczął prace pedagogiczną w szkołach podstawowych w Szczejkowicach (1951-1956), Czuchowie (1956-1961), a od 1961 w rodzinnym Podlesiu (obecna Szkoła Podstawowa nr 21), gdzie od 1963 roku pełnił funkcje dyrektora. Jednocześnie kształcił się, uzyskując uprawnienia do nauczania kolejnych przedmiotów. W latach 1959–1962 studiował zaoczne w Seminarium Nauczycielskim w Katowicach na kierunku biologia, w 1978 roku zdał egzamin w Instytucie Kształcenia Nauczycieli i Badań Oświatowych w Katowicach, uzyskując uprawnienia do nauczania chemii, natomiast w 1986 roku ukończył Studium Katechetyczne przy katowickiej Kurii Diecezjalnej, by od 1990 roku nauczać także religii.
Oprócz pracy pedagogicznej Bolesław Holecki był popularyzatorem szachów. Założył kółka szachowe w Podlesiu, Kostuchnie i Piotrowice. Był aktywny w  Śląskim Związku Szachowym. Organizował zawody szachowe, m.in. Ligę Szachową Szkół Podstawowych w Katowicach i Memoriał Szachowy im. Emila Oleja.  W 1961 roku założył klub szachowy UKS 21 Podlesie. Jego wychowankiem był m.in. mistrz szachowy Jan Przewoźnik.
Oprócz działalności sportowej udzielał się społecznie. Był członkiem m.in. Towarzystwa Przyjaciół Dzieci, Terenowej Organizacji Samoobrony, Okręgowego Komitetu Samorządu Mieszkańców w Podlesiu oraz lokalnych struktur Polskiego Czerwonego Krzyża. Działał w klubie LGKS 38 Podlesianka Katowice. Był również mistrzem pszczelarskim oraz działaczem parafialnym.
Zmarł 6 lutego 2017 w Katowicach. Pochowany został na cmentarzu parafialnym parafii Matki Bożej Częstochowskiej w Katowicach-Podlesiu.
W dniu 4 marca 2021 roku Rada Miasta Katowice uchwałą nr XXXII/687/21 nadała imię Bolesława Holeckiego skwerowi, położonemu u zbiegu ulic: Saskiej, Chabrowej oraz Dąbrowa w dzielnicy Podlesie.

## Odznaczenia i nagrody
- Złoty Krzyż Zasługi (1976)
- Medal 40-lecia Polski Ludowej (1984)
- Odznaka „Zasłużony Działacz Frontu Jedności Narodu” (1975)
- Odznaka „Zasłużony w rozwoju Ziemi Katowickiej”
- Odznaka „Przyjaciel Dziecka” (1966)
- Honorowa Odznaka Związku Szachowego (2015)
- nagrody Ministra Oświaty i Wychowania (1975, 1982)
- nagroda Frontu Jedności Narodu (1980)